# Мала пелопоннеська війна
Мала пелопоннеська війна (460 до н. е. — 445 до н. е.) — перша війна між союзами давньогрецьких полісів: Делоським на чолі з Афінами і Пелопоннеським на чолі зі Спартою. Відома також як Перша пелопоннеська війна.

## Передумови
На завершальному етапі греко-перських війн визначилося поступове протистояння Афін та Спарти, які спиралися на своїх союзників — Делоський і Пелопоннеських союзи відповідно. Причиною цього стало бажання першої розширювати свій вплив на інші грецькі поліси і бажання останньої зберегти військово-політичну вагу та ненависть до демократичного устрою. У 470-х роках до н. е. Спарта остаточно поступилася гегемонію на морі Афінам.
За свідченнями Фукідіда ще у 465 році до н. е. Спарта планувала вдертися до Аттики, скориставшись повстанням Фасосу проти влади Афін. Проте цьому завадило повстання ілотів, яке сталося внаслідок потужного землетрусу в Спарті. Повстання охопило значну територію, а ілоти навіть зважилися почати похід на саму Спарту. Переконавшись в тому, що не зможуть придушити повстання своїми силами, спартанці звернулися до своїх союзників, зокрема до Афін. Афінський контингент прибув з великим запізненням, і спартанці, які вже перейшли у наступ, запідозрили афінян в співчутті до повсталих і відіслали їх назад. Афіняни, ображені такою відповіддю спартанців, різко змінили вектор зовнішньої політики, уклавши союз з Фессалією і з традиційно ворожим Спарті Аргосом.
463 року до н. е. Афіни змогли знову підкорити Фасос. Разом з тим вони також домоглися виходу з Пелопоннеського союзу і приєднання до Делоського союзу Мегар, чим перегородили Спарті

## Основні події
Приводом до війни став конфлікт між Коринфом і Мегарами за прикордонну ділянку. Спочатку мегарити намагилися вирішити питання в рамках Пелопоннеського союзу, але не отримали підтримки Спарти, царі та ефори якої не вважали за потрібне втручатися у суперечку. У відповідь Мегари вийшли з Пелопоннеського союзу й увійшли до Афінського союзу. Цим спричинили конфлікт афінян з коринфянами.
Того ж року Афіни відправили флот у 200 суден на допомогу повсталому Інару в Єгипті, але похід виявився вкрай невдалим. Цим вирішили скористатися союзники Спарти — Коринф і Епідавр, що виступили проти Афін, завдавши поразки у битві при Галії (в Арголіді). Проте у морській битві біля Кекріфалії афінський флот здолав коринфський. 459 року до н. е. повстала Егіна, але афінський флот завдав поразки егінському флоту і взяв в облогу місто Егіна. У відповідь коринфяни вдерлися до Мегариди, але їм двічі було завдано поразки афінянами на чолі із Миронідом.
У 457 році до н. е. спартанці разом з союзниками переправилися до Середньої Греції. Разом з військами фіванців вони створили безпосередню загрозу Афінам. Афіняни з союзниками були змушені виступити їм назустріч. У впертій битві при Танагрі афіняни під орудою Мироніда зазнали поразки від спартанців на чолі із Нікодемом (регентом при цареві Плейстінаксі), але відступили в повному порядку. В свою чергу спартанці були занадто знекровлені, щоб зважитися на вторгнення в Аттику. Спартанці повернулися додому через Мегариду, під час чого афінські залоги не наважилися перетнути їм шлях і перешкодити плюндруванню оливкових гаїв.
Афіняни зуміли досить швидко відновитися. Через 2 місяці афінське військо на чолі із Миронідом вдерлося до Беотії, де в битві біля Енофітів, завдало супротивникові поразки. Беотія, Фокида і Озольская Локрида були змушені підкоритися Афінам. У тому ж році впала Егіна.
Навесні 456 року до н. е. афіняни під командуванням Толміда здійснили морський похід навколо Пелопоннесу. Афіняни сплюндрували спартанський острів Кіфера, верфі в Гітії, вийшли до Іонічного моря, де до Афінського морського союзу приєднали острова Закінф і Кефалонію. Крім того, афіняни висадилися близько Сікіона, де в сухопутної битві перемогли сікіонське військо.
У 454 році до н. е. Афіни спробували відновити владу Ореста, тага Фессалії. Блоковані фессалійською кіннотою на чолі із Ехекратидом Фарсальським, нездатні боротися з нею, афінські гопліти були змушені відступити.
Перикл почав новий похід на Пелопоннес, де переміг військо Сікіону, потім переправився до Акарнанії, де деякий час безуспішно облягав Еніади, і знову повернувся до Афін.
У 449 році до н. е. Афіни і їх союзники підписали з Перським царством Калліїв мир, який завершив греко-перські війни. Втім це не стало фінансовим і військовим полегшенням, оскільки Афіни були вимушені втрутитися на боці фокидян у Другій Священній війні. Афінські війська на чолі із Периклом зайняла Дельфи, передавши місто фокідянам.
У 447 році до н. е. е. почалося повстання беотійських міст проти панування Афін. За підтримки всього населення демократичний уряд Беотійського союзу було повалено, а афінські війська, відправлені на придушення повстання, після початкових успіхів афіняни під командуванням Толміда зазнали поразки в битві біля Коронеї.
Невдовзі спалахнуло повстання на Евбеї. Від Афін відпала Мегара, що вступила в змову з Коринфом і Сікіоном, а афінські залоги були всюди знищені. Врятувалися лише деякі афіняни, які втекли з Мегари в мегарський порт Нісею.
До Аттики вдерлася спартанська армія під командуванням царя Плістоанакта. спустошив її і дійшов до Елевсина. Згідно з Плутархом, афінський стратег Перикл поспішив з армією до Елевсина, однак не наважився вступити в бій з сильною армією спартанців. Помітивши, що Плістоанакт в усьому слухається і підпорядковується ефору Клеандріду (батьку Гіліппа), Перикл підкупив їх обох хабарем у 10 талантів і вмовив відвести спартанську армію з-під Афін. За іншими даними, Плістоанакт вважався занадто юним, аби самостійно командувати військом. Є думки, що Перикл спокусив не стільки грошима, скільки вигідними мирними пропозиціями, які не підтвердив після відходу спартанського війська.
Перикл з 50 кораблями і військом в 5 тис. гоплітів висадився на Евбеї, де почав заново підпорядковувати одне місто за іншим. Місто Гестею було в покарання очищено від мешканців і заселено афінськими колоністами, інші евбейські міста втратили частину території. Всі жителі Евбеї були змушені принести присягу Афінам під загрозою позбавлення цивільних прав і конфіскації майна.

## Підсумки війни
Наприкінці 446 року до н. е. до Спарти вирушило афінське посольство, яке уклало мирну угоду. Відповідно до нього Афіни відмовляються від усіх земель і міст, захоплених ними на Пелопоннесі. Місто-держава Трезен і Ахайя стали незалежними, Мегара увійшла до Пелопоннеського союзу.
Обидві сторони зобов'язалися не брати в свої союзи міста-перебіжчики. Міста, які не перебувавали у складі союзів, могли вступити в них на свій розсуд. Егіна отримувала певну автономію, а Аргос, який не брав участі в цьому договорі, міг укласти з Афінами окремий договір. Всі суперечки між Афінами і Спартою повинні були вирішуватися шляхом переговорів або через третейський суд.